# Columnea labellosa
Columnea labellosa là một loài thực vật có hoa trong họ Tai voi. Loài này được H.Karst. mô tả khoa học đầu tiên năm 1865.